# Maurizio Sacchi (calciatore)
Maurizio Sacchi (Roma, 11 luglio 1962) è un ex calciatore italiano, di ruolo difensore.

## Carriera
Vanta 4 presenze in Serie A con la maglia del Cagliari nella stagione 1982-1983.
Continua la sua carriera in Serie C2.